# Суккуб (епізод Південного Парку)
Суккуб (англ. The Succubus) — епізод 303 (№ 34) серіалу «South Park», прем'єра якого відбулася 21 квітня 1999 року.

## Сюжет
Картман повинен йти на огляд до окуліста, якого він ненавидить за те, що той насміхається над вагою Еріка. Доктор говорить Картману, що у нього поганий зір, і дає йому окуляри, які прибиває степлером до голови Картмана, щоб той не міг їх зняти. Потім Стен, Кенні, Кайл і Картман виявляють, що Шеф звільнився зі шкільної їдальні та його місце зайняв містер Дьорп, стереотипний мультиплікаційний персонаж, який намагається підкорити дітей дурними жартами в жанрі «буфонади». Хлопчики дізнаються, що у Шефа з'явилася нова подруга, Вероніка, яка повністю змінила все життя Шефа, перетворивши співуна соул веселого чоловіка в пересічного офісного службовця. Крім цього, Вероніка часто співає пісню з фільму "Пригода «Посейдона", «The Morning After », яка замінила Шефу його старі пісні про жінок. Хлопчики відчувають, що Вероніка намагається відібрати в них Шефа, і приходять в жах, коли дізнаються, що пара збирається одружитися.
Хлопці питають поради у містера Гаррісона, який передбачає, що Вероніка може бути суккубом: демониця, надіслана з Пеклоа, щоб висмоктувати життя з чоловіків. Хлопчики намагаються попередити про це Шефа, але не можуть поговорити з ним через приготування до весілля. Замість цього вони зустрічаються з батьками Шефа, які одержимі Лох-Неським чудовиськом, заявляючи що воно їх переслідує, постійно випрошуючи у них «трипсят» ($ 3.50).
Халтурно спроба лазерної корекції зору робить Картмана тимчасово сліпим, і, поки хлопці насміхаються над ним, Вероніка приходить до них з візитом. Їй вдається переконати хлопчиків в тому, що вона зовсім не монстр, але перед самим відходом вона несподівано приймає демонічну форму; маніакально сміючись, вона кричить, що вони не зможуть перешкодити їй вийти за Шефа. Хлопці намагаються розповісти про подію Шефу на передвесільній вечері, але він не хоче їх слухати, і вони відправляються додому до Картмана, щоб придумати, як зупинити весілля.
Хлопчики з'ясовують, що суккуби контролюють свідомість чоловіків за допомогою певної мелодії, і виконання цієї пісні задом наперед завдає суккубу шкоду. Хлопці згадують, що Вероніка завжди співає «The Morning After», і на весіллі Картман включає пісню задом наперед, а Стен і Кайл співають слова у зворотному порядку. Пісня діє на Вероніку, і вона починає втрачати людське обличчя. Потім магнітофон зажовує плівку, Вероніка зриває з себе людську оболонку, перетворюється в червоноокого монстра з крилами кажана і починає літати по церкві й все трощити, попутно вбивши Кенні. Попри пов'язку на очах і сонливість, викликану нудною весільною церемонією, Картману вдається полагодити касету; хлопчики доспівують пісню, і Вероніка провалюється в Пекло. Після її зникнення з Шефа спадають чари, і він перепрошує перед хлопцями за те, що їх ігнорував.
Картман повертається до окуліста, який говорить йому, що з таким поганим зором Картман буде змушений носити окуляри все життя. Ерік розв'язує цю проблему, переконавши доктора пересадити йому очі Кенні. Доктор просить у Картмана $ 3.50. Це дає привід підозрювати, що доктор — чергове обличчя Лох-Неського чудовиська.

## Смерть Кенні
- Смерть Кенні обігрується в середині епізоду. Коли діти чекають Шефа з вечора, показаний кадр, коли вночі Кенні гризуть щури. Однак вранці він стоїть живий.
- Після того, як Вероніка втрачає людську подобу і починає літати по церкві, вона приземляється точно на Кенні й стискає його до смерті. Стен говорить: «О боже, вона вбила Кенні!», А Кайл додає «Покидьок!» Пізніше Картман, сидячи в спорожнілій церкві й нічого не бачачи, цікавиться, чи в порядку Кенні.

## Пародії
- Персонаж містер Дьорп походить від терміна «дьорп», які Метт Стоун і Трей Паркер винайшли у фільмі Бейскетбол як найтупіший з усіх можливих жартів. Термін також використовувався в епізоді «Найбільший гівнюк у всесвіті».

Напис на стіні в офісі Шефа "All work and no play makes Jake an ideal employee!" є переінакшеною англійською приказкою (а також, можливо, відсиланням до книги Стівена Кінга "Сяйво").

## Факти
- У містера Дьорпа такий же голос, як у Роба Шнайдера в епізоді «Найбільший гівнюк у всесвіті». Також цим голосом озвучений персонаж, який гуляє вулицею з магнітофоном, в епізоді « Кубок Стенлі».
- На робочому місці Шефа висить табличка з ім'ям і прізвищем J.McElroy (Джером Макелрой), це перша згадка його прізвища та імені в серіалі.
- Коли Стен, Кайл і Кенні сидять перед батьками Шефа можна помітити що після зміни кадру, Кенні та Кайл міняються місцями.
- Після смерті Кенні його тіло зникає, а потім знову з'являється.
- У класі висить картина Ван Ейка "Портрет подружжя Арнольфіні".